# Richter & Co.

Richter & Co. Verbandstoff- und Gummiwaren-Fabrik in Brüx (vor 1900)

Richter & Co. war eine Verbandstoff- und Gummiwaren-Fabrik in Brüx in Böhmen.

## Geschichte
Die Firma Richter & Co. wurde im Jahre 1891 in Komotau gegründet und der Betrieb ausschließlich mit der Erzeugung von Verbandwatte eröffnet. Diese kam zumeist in chemisch reiner Form in den Handel, wurde aber auch für den Kleinverschleiss in Apotheken und Drogerien in der Imprägnierungs-Anstalt der Firma mit den gebräuchlichsten Medikamenten versetzt.
Die durch Dampfkraft im Gang gehaltenen Arbeitsmaschinen bestanden aus Schlagmaschinen und Carden, welche aus England stammten. Es wurden bei Gründung der Fabrik 18–20 Arbeiter, zumeist weibliche, beschäftigt.
Der sich stetig steigernde Konsum führte die Notwendigkeit herbei, die Produktion von Jahr zu Jahr zu vergrößern, und so wurde auch im Jahre 1894 zur Anlage einer eigenen Bleicherei geschritten. Im Jahre 1898 betrug die tägliche Erzeugung 800–1000 Kilogramm Verbandwatte bei einer Maschinenleistung von 60 PS und 118 Arbeitern.
Die Anlage wurde im Jahre 1895 erneut durch die Aufnahme eines neuen Zweiges, der Patent-Gummiwaren-Fabrikation erweitert. Als Hauptspezialfabrikat wurden Gummiobjekte für medizinisch-chirurgischen Behelf erzeugt, der besseren Ausnutzung der Säle und Arbeiter wegen aber auch andere Gegenstände angefertigt. Das Etablissement besaß einige Patente in europäischen Staaten, die sich sowohl auf besondere Verfahrungsarten zur Herstellung, als auch Ausführung einzelner Spezialartikel beziehen.
Da Ende des 19. Jahrhunderts neuerlich eine Erweiterung notwendig wurde, kaufte die Firma das ehemalige Emaillierwerk in Brüx, wohin die Fabrikationsstätte am 1. Juli 1899 umzog. Das Etablissement hatte in Brüx dreimal größere Arbeitsräume als in Komotau, und dementsprechend wurden die maschinellen Einrichtungen vergrößert und der gesamte Betrieb erweitert.
Die Firma wurde 1892 in Leipzig und 1896 in Prag prämiiert. Die Inhaber Julius Richter und Heinrich Kohn erhielten für ihre Verdienste den k.u.k. Hoflieferantentitel.
Das auch als RICO bekannte Unternehmen überstand den Ersten Weltkrieg und den Zusammenbruch der Doppelmonarchie. Es wurde aber nach dem Zweiten Weltkrieg im Jahre 1946 von den Kommunisten verstaatlicht. Nach der Wende wurde RICO im Jahre 1991 von der Hartmann Gruppe als Tochterunternehmen unter dem Namen "Hartmann-Rico a.s." übernommen. Nachdem Brüx durch Kohleabbau in den 1970er Jahren zerstört wurde, befindet sich die Hauptzentrale in Veverská Bítýška. Weiterer Standort ist Bratislava in der Slowakei. Unter der Leitung von Hartmann konnte RICO seinen Umsatz und Exportzahlen bedeutend steigern, die Fertigungsanlagen wurden für viele Millionen Kronen modernisiert.